# Primera Escuela de Viena

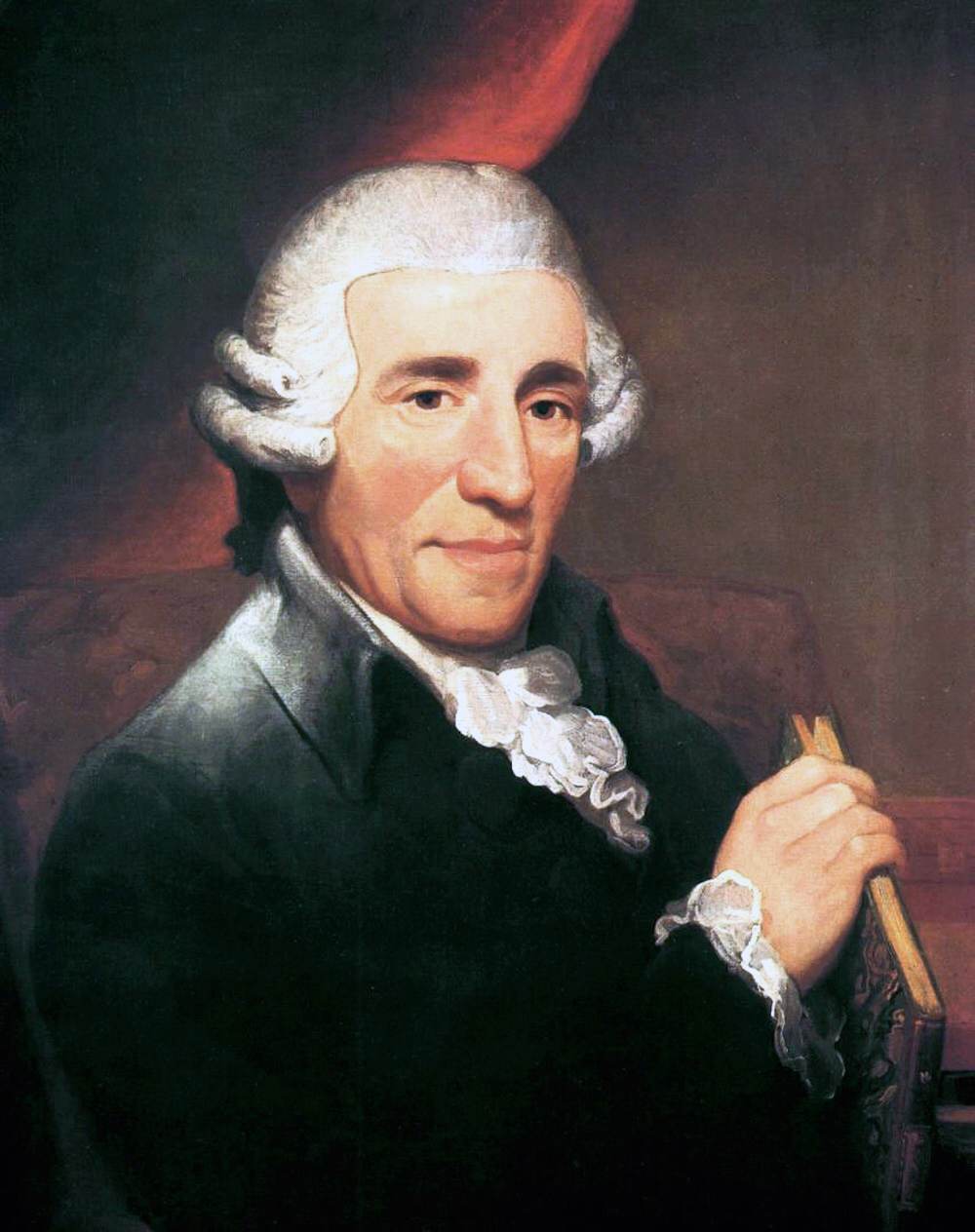
Joseph Haydn (1732-1809).

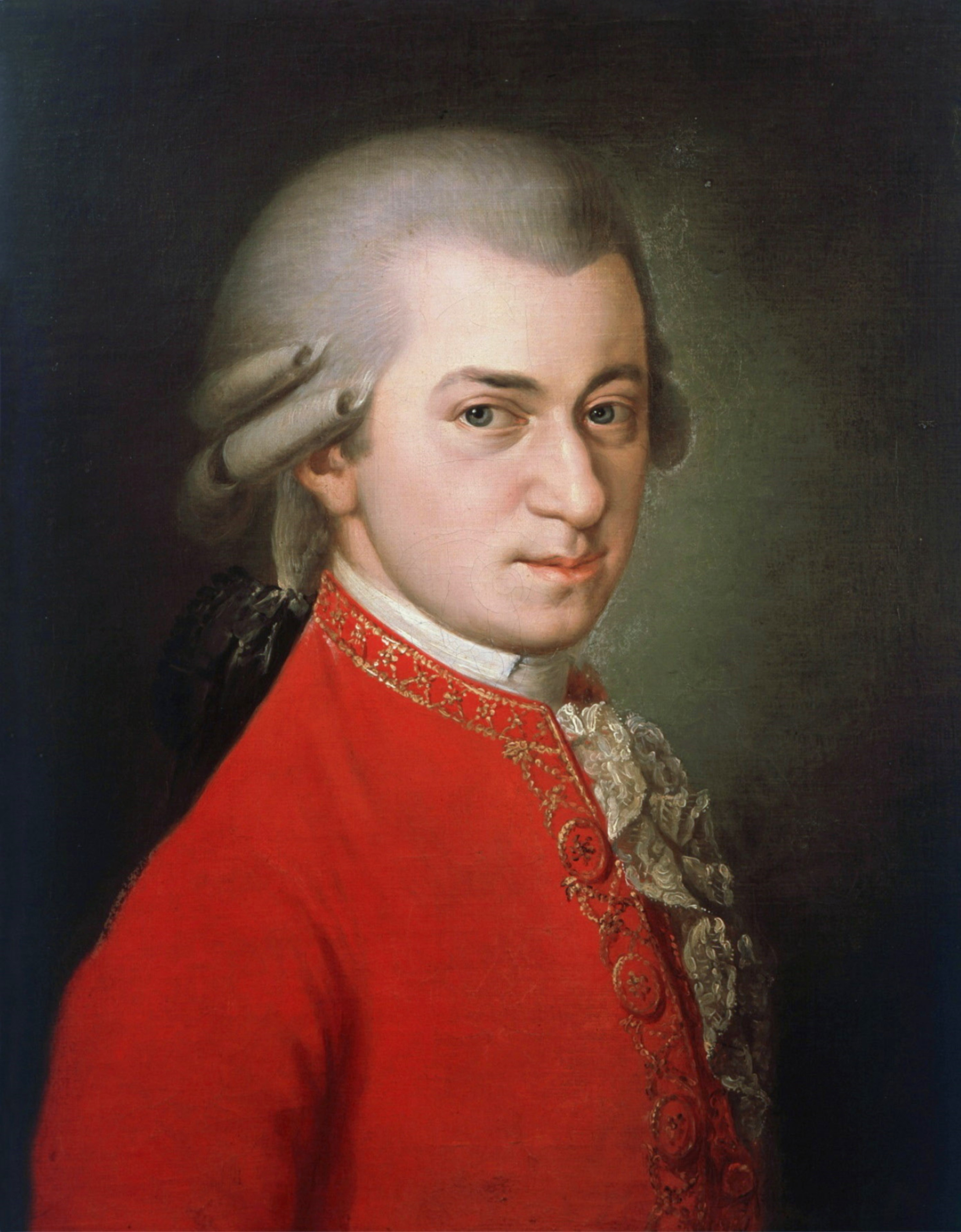
Wolfgang Amadeus Mozart (1756-1791).

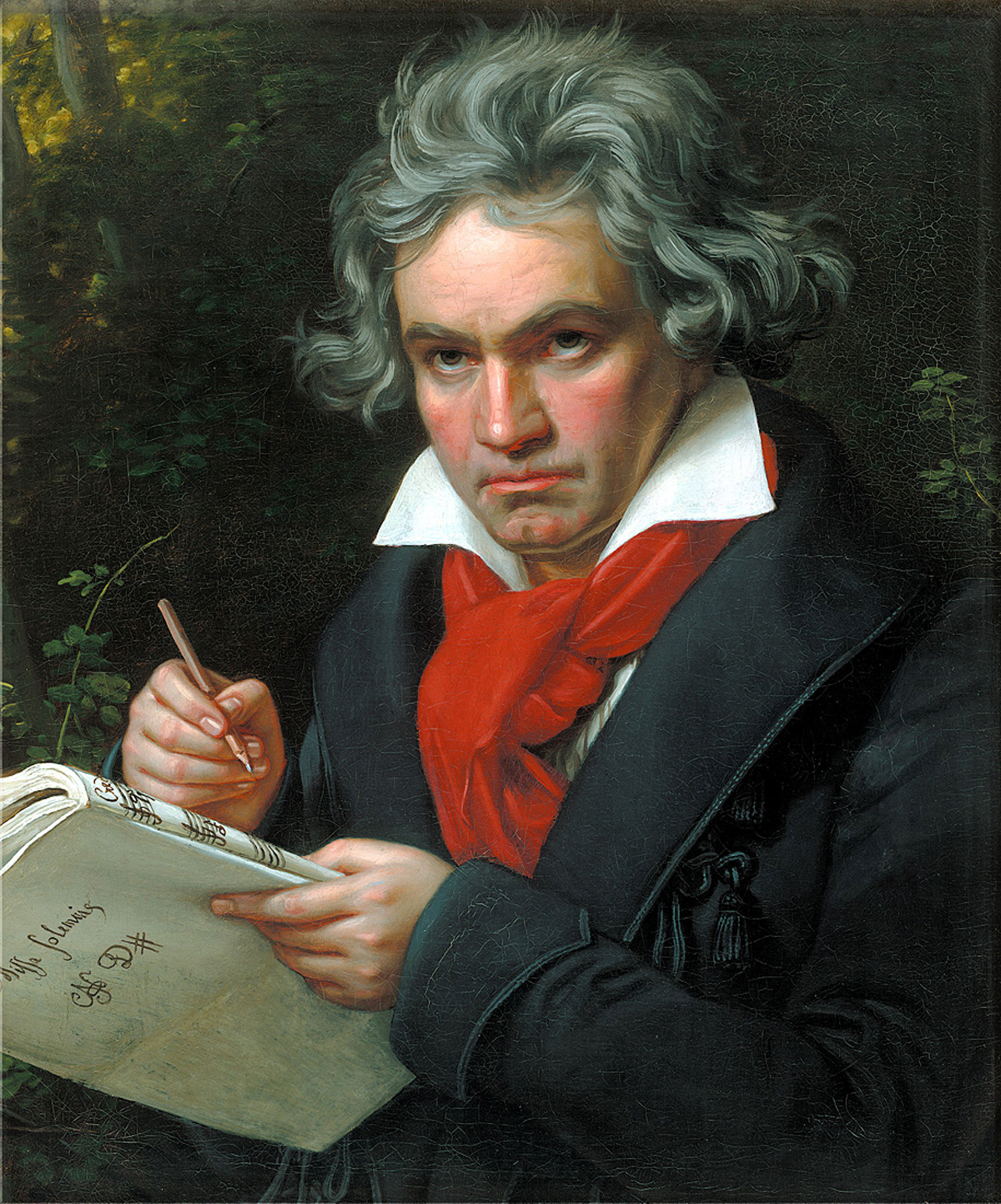
Ludwig van Beethoven (1770-1827).

La Escuela de Viena (ca. 1780–1827, Wiener Klassik en alemán) es una corriente estilística de la música clásica europea. A ella pertenecen Joseph Haydn (1732-1809), Wolfgang Amadeus Mozart (1756-1791) y Ludwig van Beethoven (1770-1827). En un sentido amplio también hace referencia a la "época de la música clásica vienesa". En este caso suele incluirse a compositores como Antonio Salieri, Michael Haydn, Carl Ditters von Dittersdorf o Franz Schubert.

## Nombre
Algunas fuentes incluyen a Franz Schubert como parte de esta Escuela y no reconocen el nombre de "Primera Escuela de Viena" aludiendo que no se trata de una escuela propiamente dicha. Mantienen que el término fue creado retrospectivamente y en exclusiva como resultado del nombre "Segunda Escuela de Viena" que se quiso dar a la Moderna Escuela de Viena y que, aunque Haydn, Mozart y Beethoven llegaron a conocerse en algún momento de sus vidas, no existe ninguna razón para pensar que estuvieron asociados en un esfuerzo colaborativo en el sentido en el que sí estuvieron los compositores del círculo de Schönberg, o como El Grupo de los Seis en Francia, por lo que hablar de "Primera" o "Segunda" Escuela de Viena se basa en argumentos no sostenibles desde el punto de vista de la musicología.[cita requerida] Algunos intentos de extender la "Primera Escuela de Viena" con la intención de incluir figuras posteriores como Anton Bruckner, Johannes Brahms y Gustav Mahler son meramente periodísticos y nunca han sido sostenidos por la musicología académica.[cita requerida]

## Haydn, Mozart y Beethoven
Haydn y Mozart fueron dos compositores sobresalientes de finales del siglo XVIII, y además de que eran amigos, tenían otras características en común; se admiraban entre sí, y su música influyó en la del otro. Ambos eran virtuosos instrumentistas, Mozart en los instrumentos de teclado, Haydn en el violín, y tuvieron una obra prolífica. Sin embargo, también tuvieron diferencias:

Haydn nació en 1732, Mozart en 1756; éste murió en 1791 a los treinta y cinco años, y Haydn, en 1809, a los setenta y siete. La evolución de Haydn hasta alcanzar la madurez artística fue mucho más lenta que la de Mozart, que fue niño prodigio. Haydn trabajó satisfactoriamente al servicio de una familia noble húngara durante la mayor parte de su carrera. Mozart abandonó un trabajo seguro en Salzburgo, su ciudad natal, para ser independiente en Viena. Lo más importante es que Mozart viajó mucho durante sus primeros años —Inglaterra, Italia, Alemania y Francia— y absorbió los muchos estilos y prácticas en uso en aquéllos países, mientras que Haydn basó sus modelos en las tradiciones locales de los alrededores de Viena.
Donald G. Grout y Claude V. Palisca

Los tres máximos representantes de la primera escuela de Viena no tenían un convenio como tal, sin embargo sí se encontraron durante sus vidas y se influenciaron entre ellos. Haydn fue maestro de Mozart y de Beethoven y los tres se desarrollaron en Viena. Beethoven obtuvo mucho conocimiento de este y al mismo tiempo evolucionó la música, los tres coinciden con la claridad y sencillez en su expresión musical, el primer estilo de Beethoven es similar el último estilo de Mozart, así es como fueron aprendiendo el uno del otro y evolucionando, los tres construyeron la mayoría de sus obras sobre la forma de la sonata clásica. La música de Haydn resulta bastante clara, sencilla y graciosa, es muy tradicional y no sobresale mucho en la ópera, mientras que la música de Mozart es más elegante y cortesana, dominó las formas clásicas como la sonata, la sinfonía, el concierto y la ópera, logrando una estructura clara y balanceada. Introdujo contrastes temáticos claros y un desarrollo melódico fluido, como se ve en su Sinfonía n.º 40. Mozart logró combinar esa claridad formal con una profundidad emocional que a menudo anticipa el Romanticismo, como en su concierto para piano n.°24. Perfeccionó el estilo de composición clásica en su Sinfonía Júpiter, en esta sinfonía, Mozart alcanzó un equilibrio ideal entre la claridad formal, la complejidad técnica y la expresividad emocional, características centrales del Clasicismo. A pesar de su complejidad técnica, la sinfonía es accesible y cautivadora para el público general, mostrando el genio de Mozart al unir profundidad intelectual y atractivo universal. La Júpiter sirvió como modelo para sinfonías posteriores, especialmente para compositores como Beethoven y Schubert, quienes exploraron la combinación de formas clásicas con contrapunto y expresividad emocional. Crear y manejar cinco temas invertibles con la precisión, claridad y musicalidad que alcanzó Mozart es una de las hazañas más impresionantes en la historia de la música. Es un testimonio su capacidad para combinar el rigor técnico del Barroco con la expresividad y simplicidad del Clasicismo. La música de Beethoven es enérgica, profunda y pasional, espejo del alma, luchadora y de proporciones sublimes, él aceptó los modelos tradicionales y los transformó a su modo, fue un sobresaliente pianista en su época,(el piano era algo novedoso en aquellos años). Reflejaba en su música la lucha interna que vivió cuando empezó a perder la audición y lo difícil que fue su infancia con un padre alcohólico, la música de Beethoven nos muestra una mayor riqueza armónica y rítmica.